# 윤정수
윤정수(尹正秀, 1972년 2월 8일~)는 대한민국의 희극인 출신 방송인이다. 본관은 파평.
1972년 2월 8일 강원도 강릉시에서 태어났으며, 1992년 4월에 SBS 1기 공채 개그맨으로 데뷔했다. 그는 마라톤 선수 황영조의 고등학교 동창이기도 하다.

## 학력
- 1979년 3월 ~ 1985년 강릉초등학교 (졸업)
- 1985년 3월 ~ 1988년 강릉중학교 (졸업)
- 강릉명륜고등학교 (졸업)
- 서울신학대학교 사회복지학과 1학년 (중퇴)
- 관동대학교 경영학과 (졸업)

## 출연작

### 텔레비전 프로그램
- 1992년 SBS 《코미디 전망대》
- 1992년~1993년 SBS 《초특급 꾸러기 대행진 》<깜짝 비디오> <꾸러기 콘테스트> 김지선 김경식 과 함께 서태순 과 아이들 로 등장
- 1993년 SBS 《웃으면 좋아요》
- 1993년 SBS 《웃으며 삽시다》
- 1993년 SBS 《또또랑 우리랑》
- 1993년 MBC 《특종! TV 연예》
- 1994년 KBS2 《연예가 중계》
- 1995년 KBS2 《가족오락관》
- 1995년 SBS 《기쁜 우리 토요일》
- 1995년 KBS2 《추적 60분》
- 1995년 SBS 《좋은 친구들》
- 1996년 KBS2 《가족오락관》
- 1997년 SBS 《게임쇼 하이파이브》
- 1998년 SBS 《호기심 천국》
- 1998년 KBS2 《가족오락관》
- 1999년 KBS2 《TV는 사랑을 싣고》 게스트
- 1999년 MBC 《오늘은 좋은날》
- 1999년 MBC 《여기는 코미디본부》
- 1999년 MBC 《테마게임》
- 1999년 KBS2 《혼자서도 잘해요》
- 1999년 MBC 《사랑의 스튜디오》
- 2001년 KBS2 《대발견 세상에 이런 법이》
- 2002년 MBC 《대단한 도전》
- 2003년 KBS1 《주주클럽》
- 2004년 KBS2 《TV는 사랑을 싣고》게스트
- 2005년 MBC 《상상원정대》
- 2005년 MBC 《무(리)한 도전》
- 2005년 KBS 《싱싱 일요일》
- 2005년 SBS 《긴급출동 SOS 24》
- 2006년 KBS2 《좋은나라 운동본부》
- 2007년 SBS 《이경규 김용만의 라인업》
- 2012년 KBS2 《위기탈출 넘버원》
- 2013년 SBS 《스타 부부 쇼 자기야 - 2013 설 특집》
- 2015년 EBS 《토크쇼 부모 고수다》
- 2015년 MBN 《전국제패》
- 2015년 MBC 《라디오스타》
- 2015년, 2016년 MBC 《무한도전》 417회, 462회 게스트
- 2016년 MBC 《라디오스타》
- 2016년 MBC 《진짜 사나이》
- 2016년 JTBC 《김제동의 톡투유 - 걱정 말아요! 그대》 52회 게스트
- 2016년 KBS1 《이웃사이다》
- 2016년 KBS2 《본분금메달》
- 2016년 KBS2 《비타민》
- 2016년 SBS 《투자자들》
- 2016년~ 2020년 SBS 《미운 우리 새끼》
- 2017년 SBS 《희극지왕》
- 2017년 KBS2 《트릭 앤 트루》
- 2017년 MBC 《은밀하게 위대하게》
- 2017년 MBC 《오지의 마법사》
- 2018년 JTBC 《착하게 살자》 (특별출연)
- 2018년 MBC 《라디오스타》
- 2018년~ 2020년 KBS1 《TV는 사랑을 싣고》공동MC
- 2019년 KBS2 《대국민 토크쇼 안녕하세요》 - 408회
- 2019년 KBS2 《옥탑방의 문제아들》 - 37회
- 2019년 MBN 《최고의 한방》
- 2019년 TV조선 《연애의 맛》
- 2020년 SBS Plus 《밥은 먹고 다니냐?》
- 2021년 KBS1 《아침마당》- 8868회, 8879회
- 2023년 MBC 《라디오스타》

온게임넷
- 《켠김에 왕까지》

JTBC
- 《님과 함께 2》
- 《천하장사》

SBS Plus
- 《손맛토크쇼 베테랑》

E채널
- 《용감한 기자들 3》

올리브
- 《어느날 갑자기 백만원》

TV조선
- 《배달왔습니다》

### 드라마
| 연도 | 방송사 | 제목       | 역할       | 비고        |
| ---- | ------ | ---------- | ---------- | ----------- |
| 2000 | MBC    | 논스톱     | 윤정수     | 카메오 단역 |
| 2000 | MBC    | 세 친구    | 윤정수     | 카메오 단역 |
| 2000 | MBC    | 뉴 논스톱  | 윤정수     | 카메오 단역 |
| 2001 | iTV    | 립스틱     | 윤정수     | 카메오 단역 |
| 2001 | SBS    | 골뱅이     | 윤정수     | 카메오 단역 |
| 2004 | MBC    | 미라클     | 정수       |             |
| 2016 | JTBC   | 욱씨남정기 | 802호 주민 | 특별출연    |
| 2017 | JTBC   | 마술학교   |            | 특별출연    |

### 라디오 프로그램
- 2008년 11월 17일 ~ 2009년 10월 25일 KBS 해피FM 《오징어》
- 2019년 3월 4일 ~ 현재 KBS 쿨FM 《미스터 라디오》공동 진행

## 수상 및 후보
| 연도 | 시상식           | 부문                        | 작품                  | 결과 |
| ---- | ---------------- | --------------------------- | --------------------- | ---- |
| 2002 | MBC 방송연예대상 | 진행자부문 우수상           |                       | 수상 |
| 2003 | MBC 방송연예대상 | 쇼버라이어티부문 우수상     |                       | 수상 |
| 2004 | MBC 방송연예대상 | 쇼버라이어티부문 스타상     |                       | 수상 |
| 2016 | 백상예술대상     | TV부문 남자예능상           | 님과 함께 최고의 사랑 | 후보 |
| 2017 | MBC 방송연예대상 | 버라이어티 부문 남자 우수상 | 오지의 마법사         | 후보 |
| 2017 | MBC 방송연예대상 | 버라이어티부분 특별상       | 오지의 마법사         | 수상 |
| 2017 | SBS 연예대상     | 씬스틸러상                  | 미운 우리 새끼        | 수상 |
| 2021 | KBS 연예대상     | 라디오부문 엔터테이너 DJ상  | 미스터 라디오         | 수상 |

## 광고
- 1999년 빙그레 매운콩라면 (남희석과 함께 출연)
- 2001년 한국낙농육우협회 우유 마시기 캠페인 (류시원과 함께 출연)
- 2002년 오렌지보울
- 2002년 한동식품 한우동
- 2003년 코카콜라
- 2004년 옥시 하픽
- 2008년 1577-4482
- 2016년 ~ 대명이십일 투웨니퍼스트
- 2016년 11번가
- 2016년 유한킴벌리 스카트
- 2016년 KB증권
- 2016년 원더바스 살롱드 떼
- 2016년 한국순환자원유통지원센터 빈용기보증금
- 2016년 아딸

## 홍보대사
- 2003년 문화관광부 대한민국게임홍보대사
- 2004년 서울시 정신건강 홍보대사
- 2004년 전국사이버체전 홍보대사
- 2004년 강릉국제관광민속제 홍보대사
- 2005년 외국인노동자 문화홍보대사
- 2006년 가정폭력 추방 홍보대사
- 2006년 장애인영화제 홍보대사
- 2007년 2014 평창동계올림픽 명예 홍보대사
- 2008년 천안 전국아마추어 e스포츠대회 홍보대사
- 2008년 동북아 평화 만들기 홍보대사
- 2008년 도너스캠프 홍보대사
- 2008년 한국담배협회 청소년 담배예방 캠페인 홍보대사
- 2010년 경기도 무한돌봄 홍보대사
- 2012년 학교폭력예방 홍보대사
- 2016년 강원도 생명사랑 홍보대사
- 2016년 중소기업청 재도전 인식개선 사업 홍보대사
- 2017년 삼순데플림픽대회 홍보대사
- 2017년 대한민국 자원봉사 홍보대사
- 2017년 옥수종합사회복지관 홍보대사
- 2017년 범국민 장애인식 개선 캠페인 홍보대사
- 2018년 캠코 장기소액연체자 재기 지원 홍보대사
- 2020년 월드쉐어 홍보대사
- 2020년 한국전자제품자원순환공제조합 홍보대사

## 같이 보기
- 유재석
- 박수홍
- 김숙
- 김용만
- 신동엽
- 이윤석
- 이경규
- 송은이
- 강호동
- 김제동
- 남희석
- 남창희
- 조세호
- 황영조